# Arnica lanceolata
Espèce
Synonymes
- Arnica lanceolata subsp. lanceolata[1]
- Arnica mollis var. petiolaris Fern.[2]
- Arnica mollis var. petiolaris Fernald[1]
- Arnica petiolaris (Fernald) Rydb.[3] [1]

Arnica lanceolata est une espèce de plante à fleurs nord-américaine du genre Arnica appartenant à la famille des Asteraceae (famille du Tournesol), connue sous le nom commun d'Arnica à aigrettes brunes ou Arnica à feuilles de lance. Sa répartition est discontinue dans l'ouest et le nord-est de l’Amérique du Nord,. 

## Liste des sous-espèces
Selon Catalogue of Life (7 mai 2019) et World Register of Marine Species (7 mai 2019) :
- sous-espèce Arnica lanceolata subsp. lanceolata
- sous-espèce Arnica lanceolata subsp. prima (Maguire) Strother & S.J.Wolf

Selon NCBI (7 mai 2019) et The Plant List (7 mai 2019) :
- sous-espèce Arnica lanceolata subsp. prima (Maguire) Strother & S.J.Wolf

Selon Tropicos (7 mai 2019) (Attention liste brute contenant possiblement des synonymes) :
- sous-espèce Arnica lanceolata subsp. amplexicaulis (Nutt.) Gruezo
- sous-espèce Arnica lanceolata subsp. lanceolata
- sous-espèce Arnica lanceolata subsp. prima (Maguire) Strother & S.J. Wolf